# Nesta candida
Nesta candida är en snäckart som först beskrevs av Henry Adams 1879.  Nesta candida ingår i släktet Nesta och familjen nyckelhålssnäckor. Inga underarter finns listade i Catalogue of Life.